# Comuna Stețkî, Starokosteantîniv
Stețkî (în ucraineană Стецьки) este o comună în raionul Starokosteantîniv, regiunea Hmelnîțkîi, Ucraina, formată din satele Dubîna, Kosteaneț, Kucivka, Prohorivka și Stețkî (reședința).

## Demografie
Componența lingvistică a comunei Stețkî
     Ucraineană (98,29%)
     Alte limbi (0,79%)
Conform recensământului din 2001, majoritatea populației comunei Stețkî era vorbitoare de ucraineană (98,29%), existând în minoritate și vorbitori de alte limbi.